# تشارلي بيمون جونيور
تشارلي بيمون جونيور (بالإنجليزية: Charlie Beamon, Jr.)‏ هو لاعب كرة قاعدة أمريكي، ولد في 4 ديسمبر 1953 في أوكلاند في الولايات المتحدة.

## وصلات خارجية
- تشارلي بيمون جونيور على موقعبيزبول رفرنس.كوم (الدوري الرئيسي) (الإنجليزية)
- تشارلي بيمون جونيور على موقعبيزبول رفرنس.كوم (الدوري الثانوي) (الإنجليزية)
- تشارلي بيمون جونيور على موقع إي إس بي إن.كوم (أم.أل.بي) (الإنجليزية)
- تشارلي بيمون جونيور على موقع مشجعي الرسوم البيانية (الإنجليزية)